# Strasburgeria
Strasburgeria là một chi thực vật có hoa trong họ Strasburgeriaceae. Trước đây loài này được sắp vào họ Zygophyllaceae.

## Loài
Chi này gồm các loài:
- Strasburgeria calliantha
- Strasburgeria robusta